# Prismognathus davidis
Prismognathus davidis es una especie de coleóptero de la familia Lucanidae.

## Distribución geográfica
Habita en Taiwán, China.